# Lötöse

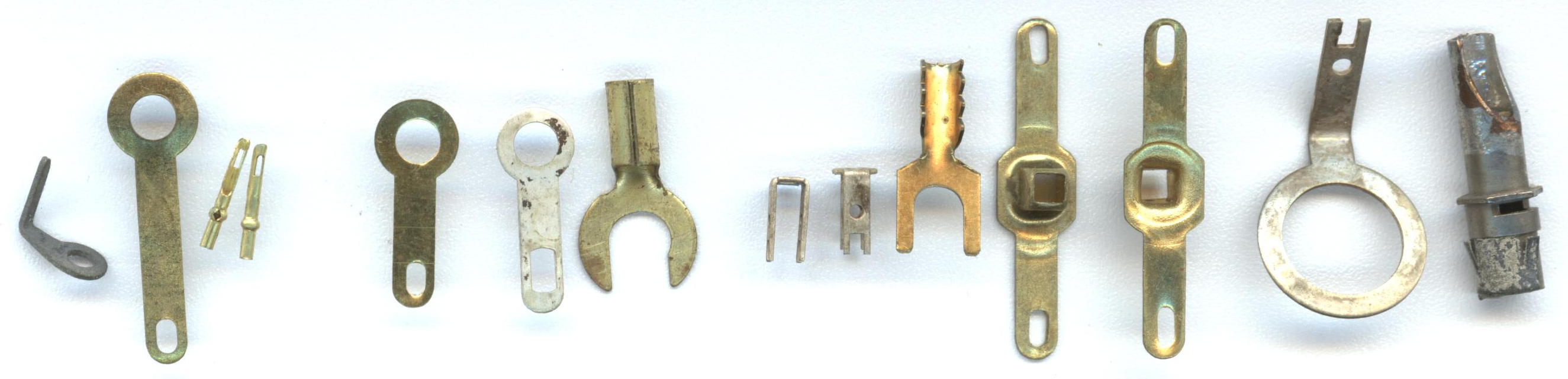
Lötösen und ähnliche Bauteile

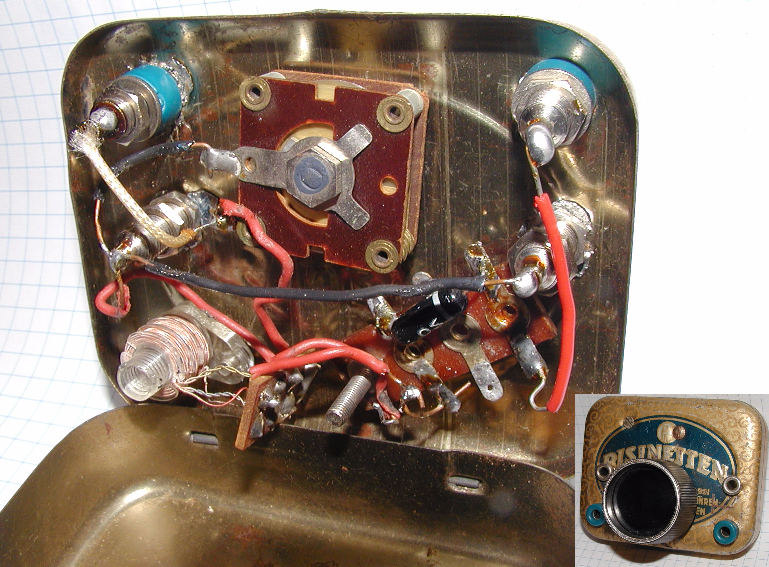
Selbstbau-Detektorempfänger mit Lötösenleiste und Drehkondensator mit Lötösen

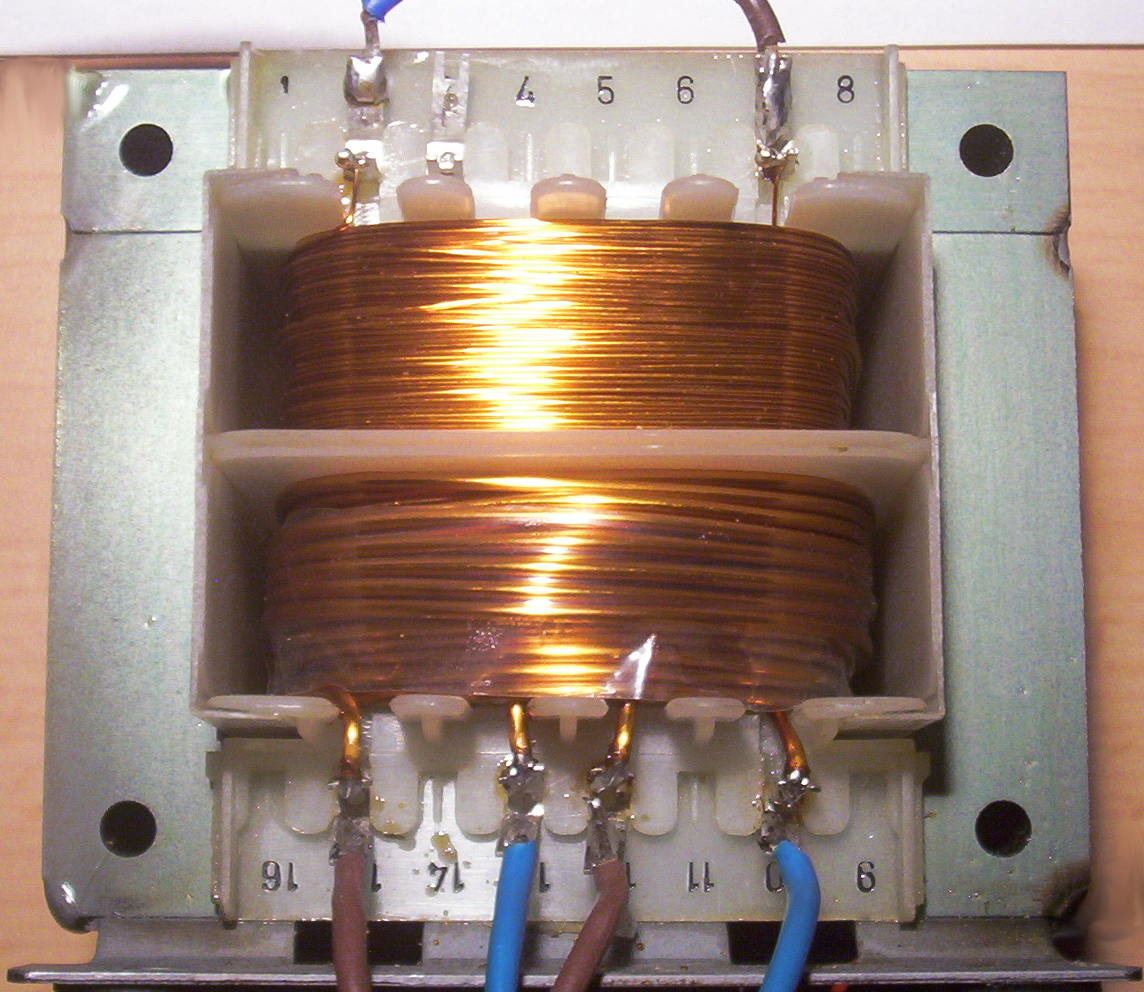
Transformator mit Lötösenanschluss

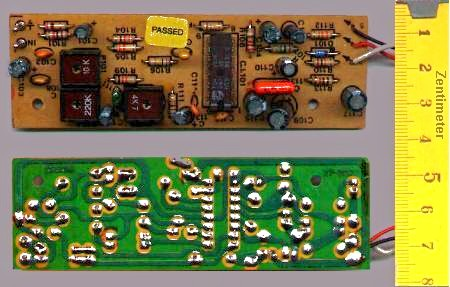
Leiterplatte mit Lötösen mit angelöteten Drähten

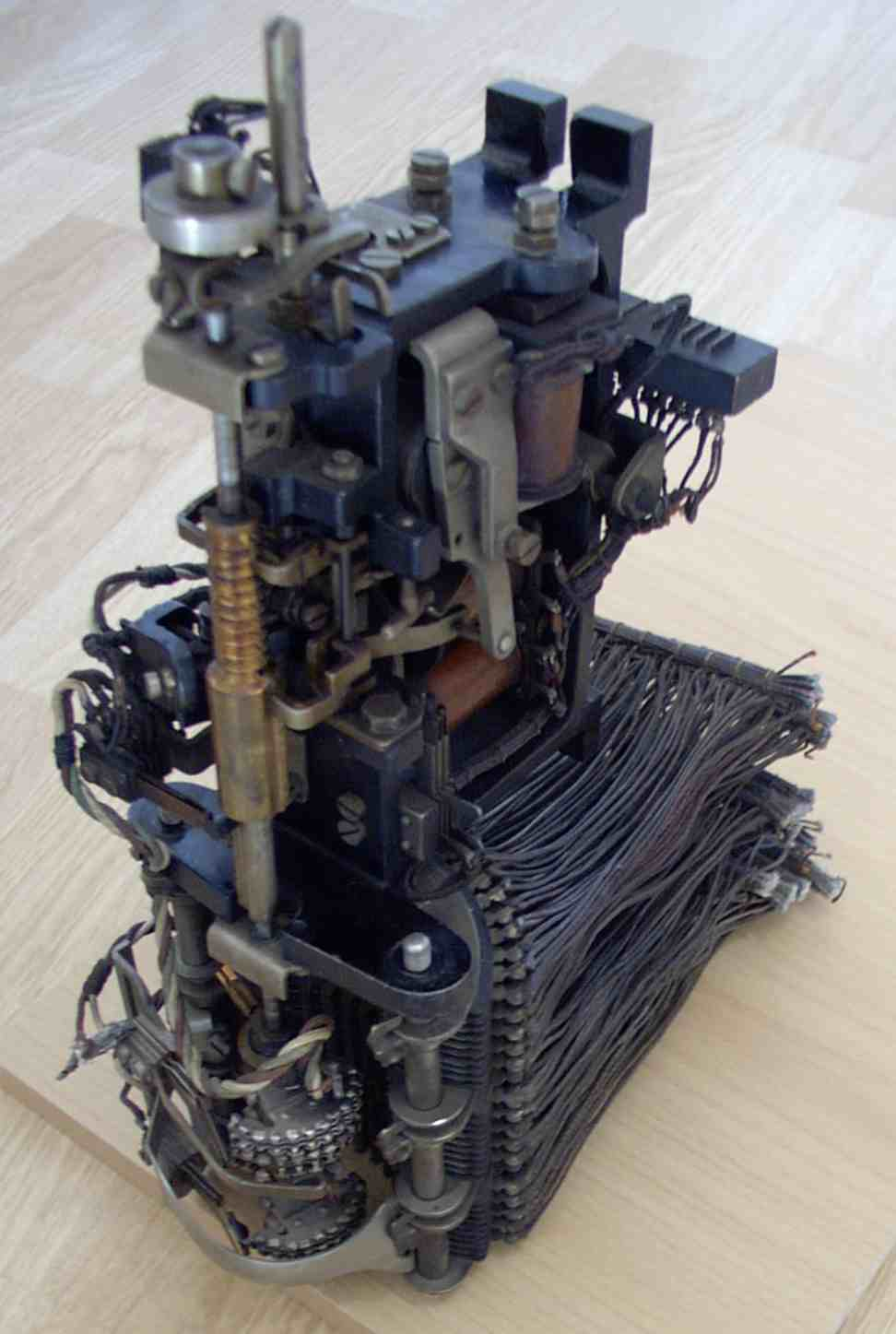
Hebdrehwähler mit Lötösenverdrahtung

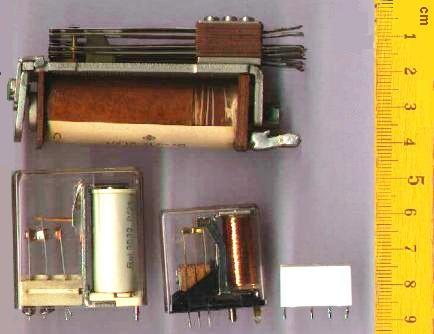
Relais

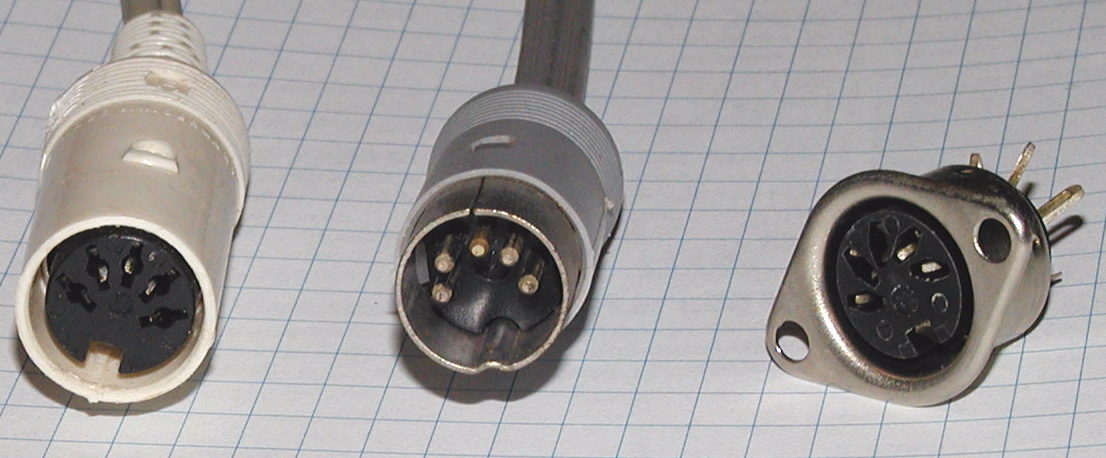
DIN-Steckverbinder, Buchse mit Lötösen

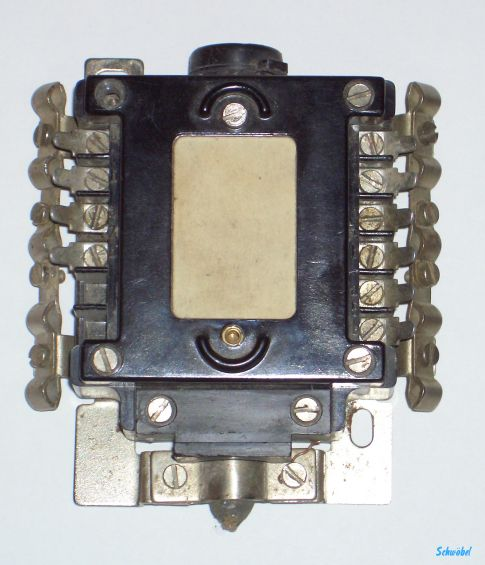
Endverzweiger EVzi 57 a für 5 Doppeladern

Eine Lötöse (engl. solder lug) ist ein Bauteil, mit dem man einen Draht oder eine Litze elektrisch leitend befestigen kann. Lötösen sind auf einer Grundplatte oder auf Lötösenleisten formschlüssig befestigt oder eingepresst oder sie können verschraubt oder vernietet werden. Ähnliche Bauteile sind Lötstützpunkte, Lötleisten und Lötstifte.
Lötösen waren während der Entwicklung der Elektronik lange Zeit mit die wichtigsten Verbindungselemente, sie wurden aber durch die Entwicklung gedruckter Schaltungen (Leiterplatten) in vielen Anwendungsbereichen verdrängt.
Zur Herstellung einer leitenden Verbindung wird die Lötöse zunächst mechanisch gereinigt und dann verzinnt. Verzinnte Lötösen sind auch handelsüblich. An einer Lötöse können ein oder mehrere Drähte angelötet werden. Es gibt Lötösen mit einer oder mit mehreren Lötfahnen (ein- und mehrpolige Lötösen).
Als Material wird zum Beispiel Kupfer oder Messing verwendet.

## Funktion
Lötösen dienen der mechanischen Stabilität der Verbindungen zwischen Bauelementen sowie zwischen Bauelementen oder Bauteilen und Leitungen. Außerdem gewährleisten sie die elektrische Verbindung. Insbesondere für den Anschluss von Kabelbäumen, aber auch als Grundlage des Schaltungsaufbaus gab es Lötösenleisten und Lötösensäulen. Die Anschlüsse von Röhrensockeln, Potentiometern, Drehkondensatoren, Schaltern und Blockkondensatoren kombinierten die Funktion der Verbindungsherstellung mit der Funktion der tragenden Befestigung von Bauelementen oder Leitungen. Transformatoren, die nicht auf Leiterplatten aufgelötet werden, verfügen oft über Lötösenleisten, wobei oft eine Trennung der Primär- und der Sekundäranschlüsse vorgenommen wurde.
Grundsätzlich sollen pro Lötöse maximal drei Drähte angeschlossen werden, das ergibt bei der üblichen Bauform als Hohlniet mit zwei Ösen insgesamt sechs.
Die Verbindung soll neben der Lötverbindung auch formschlüssig sein. Das bedeutet, dass die Drähte durch das Loch der Öse gesteckt werden sollen. Die umgekehrte Verbindungsart bestand in Lötstiften, um die die Drähte und die Anschlussdrähte der Bauelemente als Öse herumgeführt wurden. Zum Teil wurden vor dem Löten auch mehrere Windungen gewickelt.
Lötösen dürfen mechanisch nicht zu stark belastet werden. Schwerere Bauelemente können nicht direkt an ihnen befestigt werden. Sie werden auf der Grundplatte fixiert, zum Beispiel festgeschraubt. Längere Drähte benötigen eine Fixierung und gegebenenfalls eine Zugentlastung.

## Vorgänger
Soweit man von Vorgängern sprechen kann, gab es auf Hartpapier oder Hartplast aufgenietete Leiterzüge mit Kontaktfedern, die die Bauelemente trugen. Die Kontaktfedern und die Niete hatten also eine mit der der Lötösen vergleichbare Funktion.

## Lötösen und gedruckte Schaltungen
Gedruckte Schaltungen sind bezüglich der Löthäufigkeit eingeschränkt. Deshalb ist es üblich, Lötösen oder Lötstützpunkte für solche Bauelemente vorzusehen, deren konkreter Wert beim Abgleich gewählt werden muss (z. B. sogenannte Sternchenwiderstände). Auch Leitungen wurden im Zuge der Gerätemontage an solche Stützpunkte angeschlossen.
Im Unterschied zu den zuvor genannten Lötösen sind die Lötstützpunkte in der Regel für den Anschluss nur eines Drahtes bestimmt. Bauformen unterscheiden sich auch bezüglich des Durchmessers des anzuschließenden Drahtes.
Als Bauformen gab es flache Lötösen, deren unteres Ende schwertartig geformt war, und hohlnietähnliche Lötösen mit rundem Fuß und Wulst für die Bestückungsseite der Leiterkarte. Soweit die hohlnietähnlichen Bauteile kein seitliches Loch hatten und für die Einführung von oben gedacht waren, wurden auch sie als Lötstifte bezeichnet.
Bei mehrlagigen Leiterkarten werden die Verbindungen zwischen den Lagen entweder durch Drahtstückchen oder durch galvanisch hergestellte Durchkontaktierungen hergestellt. Bei häufigem Abgleich von Bauelementen (Potis) wurden die Leiterkarten durch das Herausziehen und das Stecken auf sogenannte Adapterkarten so beansprucht, dass Durchkontaktierungen zu Ausfällen neigten und so den stabilen Betrieb beeinträchtigten.

## Lötösen in Bauelementen bzw. Bauteilen
Lötösen werden auch in Sockeln elektronischer Bauteile, zum Beispiel in Drehkondensatoren oder Potentiometern verwendet. Weitere Anwendungsfälle sind Anschlüsse von Steckverbindern und Kabelschuhen, Anschlüsse auf Leiterplatten zum Anlöten von Drähten und schnell aufgebaute Prototyp-Schaltungen.

## Alternativen
Stifte mit quadratischem Querschnitt wurden für Wickelverbindungen benutzt, bei denen die Drähte mit Hilfe einer Wickelpistole um den Stift in mehreren Windungen herumgewickelt wurden.
Zum Anschluss von Baugruppen werden oft Steckverbindungen genutzt.
Einige Bauteile haben Lötfahnen als Anschlüsse. In anderen Fällen werden Lötstifte oder Lötstützpunkte eingesetzt.

## Darstellung
In Schaltbildern werden die Lötösen nicht dargestellt, aber im Verdrahtungsplan, auf Bestückungsplänen und in Stücklisten.